# ぴっちょりーな
ぴっちょりーな（（平成元年）1989年1月16日 - ）は、日本の声優・YouTuber。株式会社WAVE所属。出身は愛知県名古屋市。血液型はB型。

## 人物
もともとはピアノの練習教本「リトルピシュナ」と名乗っていたがややこし過ぎた為、誰にも覚えてもらえず、「ぴっちょりーな」ともじって覚えられて、そのまま「ぴっちょりーな」と名乗るようになった。愛車はホンダ・リトルカブの赤色。ワーゲンワゴンをモデルにしたサイドカーを装着しており、相当なカスタムが施されている。尊敬する人物は、ブログにて「高田純次」と記載。また、YouTubeの動画内では、「ベアグリルス」・「亀五郎」（アウトドア系YouTuber)と述べている。

## YouTubeでの活動
現在（2021年8月）、YouTubeでの自身のアカウント（戦え！ぴっちょりーな）にて活動中。
内容は主に自身の趣味であるサバイバルゲームが多く、その業界からは広く認知されておりサバイバルゲーム雑誌などへの露出も多い。
また、マック堺や、らんまるぽむぽむタイプαなどとのコラボ企画も行っている。
その他には同じアカウント内で「走れ！ぴっちょりーな」にて自身の愛車、赤いリトルカブに乗ってツーリングやキャンプに行く動画を投稿している。
キャンプやツーリング動画内では完全に一人での自撮りにも関わらず、道の駅や観光地などで堂々とレポートしている。
ここ数年はアマチュア無線やライセンスフリー無線にもチャレンジし、ツーリングと共にアウトドアで無線運用を楽しむ姿を発信している。
また、同アカウントにおいて「歌え！ぴっちょりーな」などでオリジナル曲を歌うなどもしている。

## 活動

### テレビアニメ
- シンデレライフ 出演[3]
- にゅるにゅる!!KAKUSENくん 声優[3]
- リイド社「孔雀王 戦国転生」スペシャルアニメ 阿修羅役[3]
- おどるモワイくん（2019年7月2日 - 、テレビ東京） - モリー 役ほか[4][3]
- ぐでたま(TBS全国ネット)　[3]
- クマーバチャンネル - バグリン役[3]
- 超ゼンマイロボ パトラッシュ - アロア役

### ナレーション
- バンダイ　たまごっちCM　ナレーション[3]
- 「ヒカルの碁」 CMナレーション[3]
- アニメ「Mr.MEN」(サンリオ)ナレーション[3]
- タカラトミー サバコン CM出演 ナレーション[3]
- 東京マルイ 特急ガン CMナレーション[3]
- サンリオ MrMEN.LITTLE MISS ナレーション[3]

### 書籍
- リイド社 「戦国武将列伝」陸上自衛隊 イメージモデル[3]
- ワールドフォトプレス コンバットマガジン 表紙[3]
- ワールドフォトプレス「コンバットマガジン」連載[3]
- 新紀元社「正しい銃撃戦の書き方」モデル[3]

### 歌唱
- コナミスポーツ スポワザ9　テーマ曲
- サッカー ヤマザキナビスコカップ（現・ルヴァンカップ）　テーマ曲
- ポケラボ ソーシャルゲーム「やきゅとも」テーマ曲
- キングレコード「ムーンライト伝説」
- エフエム世田谷 「おはようサンデー」OPソング
- ニンテンドーDS 「お家毎日たまごっち」CMソング
- 静岡県磐田市公式キャラクター「しっぺい」テーマソング
- TVQ九州放送 「ダッピィズ」